# Ildefonso Green
ldefonso Cipriano Green Ceseña (23 de enero de 1830 en Cabo San Lucas B.C.S. – 27 de marzo de 1932, ibídem) conocido como “El güero Green” fue un civil mexicano antiimperialista que defendió a la república con las armas ante los filibusteros de William Walker, constitucionalista al defender la república con los principios liberales de Benito Juárez en 1857 en su tierra natal, anti-intervencionista al defender a la patria ante la intervención francesa, demócrata, justo y ejemplo del sufragio efectivo no reelección, un anti reeleccionistas al luchar contra diversos políticos pro-reeleccionistas,. Fue presidente municipal en San José del Cabo en 1911, capitán revolucionario en 1913, y constitucionalistas de los de Venustiano Carranza, en 1815.
Para algunos historiadores es ejemplo responsabilidad civil, pundonor, congruencia y sensatez en diferentes eventos de su larga vida, lo cual lo demostró con la política que sirve al bien común, antes de que las armas hablen. Por tal motivo sus restos fueron trasladados a la rotonda de los hombres ilustres sudcalifornianos en la Paz.

## Primeros años
Fue hijo del sueco nacionalizado mexicano Esteban Rufino Green y la oriunda de San José del Cabo, Jesús Ceseña Ojeda. A los 5 años quedó huérfano de padre. Fue enviado a estudiar los estudios primarios a San José del Cabo. Su madre contrajo nuevas nupcias en 1844, con Salvador Castro, por lo que la familia emigró a la parte más norteña de México, hasta la Alta California a la ciudad de San José. A los 16 años Ildefonso decidió viajar a Nueva York para estudiar medicina, por lo cual logró adquirir conocimientos notables y una nueva cultura.
Como estudiante volvió a San José California, en 1949, aunque ahora ya como parte de Estados Unidos. En 1950, su familia regresó a cabo San Lucas. A sus 23 años, en 1853 decidió viajar a Cabo San Lucas, año en el que el filibustero William Walker quiso independizar a la península y trató de crear la “República de Baja California”, lo cual después se supo que sólo era conducto para tratar de separar la península de México y anexarla a los Estados Unidos, como efectos de la no muy lejana invasión norteamericana de 1848.
Ildefonso mostró rápidamente su inconformidad y se dio a la tarea de organizar un contingente de hombres para hacer frente a Walker y sus aventureros filibusteros norteamericanos que menospreciaron la enjundia de sus pobladores creyendo que la península estaba desprotegida por lo que sería relativamente fácil ponerla bajo su control.
Ildefonso Green y sus otros pobladores locales californios se enfrentaron a Walker logrando imponerse a los invasores que después de diversas acciones militares, lograron triunfar y los orgullosos mexicanos, lograron expulsar a los filibusteros el siguiente año.  
Green Ceseña en las trifulcas de la Guerra de Reforma, que duró tres años (1857 – 1860) junto a Mauricio Castro, volvió a las armas organizando desde los ranchos una compañía liberal a los que se les conoce como “Rifleros de San Lucas” con los cuales derrotaron al jefe político de la Península de Baja California Manuel Amao y a jefe militar Diego Castilla quien quería conservar el poder local para el bando conservador, imponiendo así el orden constitucional a favor de Juárez, apoyando a Teodoro Riveroll para que gobernara la península.
Ildefonso junto con el general Manuel Márquez de León, a quien le donó dos piezas de artillería de grueso calibre, trabajaron mantener protegida a la península ante intentos de nuevos ataques por los extranjeros franceses (1862-1867). Green en calidad de miembro de la Guardia Nacional sirvió como capitán y junto con sus rancheros custodiaron la península, mientras Márquez de León se ocupó en interior del país junto con un grupo de locales sudcalifornianos quienes se integraron en el “Batallón Cazadores de California” quienes combatieron contra los franceses, haciéndose notar en la Batalla de Querétaro.
Pedro Magaña Navarrete al igual que otros que se sientan en la silla del poder, torció la ley para intentar reelegirse como Jefe Político de la Baja California negándose a entregar el poder a Antonio Pedrín, nombrado por el presidente Juárez, para lo cual Green decidió combatirlo en 1866, y después de 9 días de sitio militar, logró derrotarlo y restablecer el orden legal del gobierno republicano juarista.
Ramón Valdez se levantó en armas en 1874, desconociendo al jefe político nombrado por Juárez, Bibiano Álvarez, por lo que nuevamente Green, defendiendo el orden Republicano atacó y acabó con la vida del rebelde Valdez. Ildefonso recibió órdenes de fusilar a los prisioneros, pero Green no cumplió dichas órdenes, ya que se dio cuenta de que los adeptos de Valdez, eran demasiado jóvenes por lo que consideró que habían sido engañados en los fines de la revuelta, por lo que prefirió mostrar magnanimidad e indultarlos para que no corriera sangre joven e inocente.
Al llegar Porfirio Díaz a la presidencia de México, Green consideró que el nuevo caudillo traicionaba y no portaba los ideales liberales plasmados en la revolución de Tuxtepec, requeridos por los anhelos de los sudcalifornianos, por lo que se sumó con Márquez de León a la insurrección contra Díaz de “Plan del Triunfo de 1879”, contra el presidente Díaz.
Después de derrotar a las tropas federales en el sur de la península y ante el envío de más soldados federales de Sonora y Sinaloa, se replegó junto con Márquez hacia la parte norte de la península, donde se dedicó a las actividades mineras de extracción de oro, lo que le permitió recuperarse económicamente hasta que pudo volver a finales del siglo XIX a su tierra sureña donde se dedicó a la captura de ostras perleras.
El destino le dio la oportunidad de ver caer la larga dictadura de Porfirio Díaz en 1911. Fue electo presidente municipal de San José del Cabo.
Tras la muerte del presidente Francisco I. Madero y la usurpación de la presidencia por Victoriano Huerta, se le ordenó combatir a los constitucionalistas comandados por Félix Ortega Aguilar, pero otra vez hizo uso de su atinado criterio y sus firmes convicciones, y se negó a perseguir a Ortega, por lo que Green fue perseguido, pero no sometido.
El 28 de agosto de 1915, a los 85 años de edad, Green volvió a las armas como parte del ejército constitucionalista de Venustiano Carranza, bajo las órdenes de Urbano Angulo al frente de considerable número de soldados, caballos y armas que al triunfo de Carranza recibió el grado militar como mayor, sirviendo al ejército por tres años.
Posteriormente, se retiró a su rancho Santa Gertrudis donde vivió sus últimos 27 años de vida. Murió a la edad de 102 años. A petición suya, fue sepultado en Cabo San Lucas, pero el 23 de octubre de 1986 sus restos fueron exhumados para ser trasladados a la Rotonda de los Sudcalifornianos Ilustres en la Paz BCS.

## Vida familiar
Green Ceseña se casó con Carolina Álvarez, y tuvieron una familia numerosa. El de Green y Carolina, fue el primer matrimonio civil bajo el nuevo enfoque de las leyes de Reforma.

## Reconocimientos
- El “Corrido a Idelfonso Green” fue compuesto en su honor por Martha Livia Ceseña y se oye en su región.
- Sus restos fueron inhumados en la Rotonda de los Sudcalifornianos Ilustres, en la Paz.
- Algunas de sus pertenencias -como su rifle máuser calibre 50- se exhiben en el museo regional de la Paz.